# Haripur (upazila)
Pour les articles homonymes, voir Haripur.
Haripur (en bengali : হরিপুর) est une upazila du Bangladesh dans le district de Rangpur. En 1991, on y dénombrait 101 658 habitants.